# 中北下
中北下（なかきたしも）は岡山県津山市にある地名。郵便番号は709-4603。

## 地理
旧・久米町の北部、久米川の北側に位置し、津山市久米支所がある。

### 河川
- 久米川
- 宮部川

## 歴史

### 沿革
- 1644年 - 中北村が中北上村、中北下村に分村。
- 1889年6月1日 - 町村制施行に伴い、久米北条郡 中北下村が、同郡宮部上村、宮部下村が合併し、大井東村となる。中北下村は大字中北下となる。
- 1900年4月1日 - 久米北条郡が久米南条郡と合併し、久米郡となる。
- 1943年11月3日 - 久米郡大井東村が同郡大倭村と合併し、大東村となる。
- 1952年8月1日 - 久米郡大東村が同郡大井西村と合併し、大井町となる。
- 1955年1月1日 - 久米郡大井町が同郡久米村、倭文村と合併し、久米町となる。
- 2005年2月28日　久米郡久米町が苫田郡加茂町・阿波村、勝田郡勝北町とともに津山市に編入される。

## 世帯数と人口
2021年（令和3年）1月1日現在の世帯数と人口は以下の通りである。
| 町丁   | 世帯数  | 人口  |
| ------ | ------- | ----- |
| 中北下 | 181世帯 | 393人 |

## 小・中学校の学区
市立小・中学校に通う場合、学区は以下の通りとなる。
| 番地 | 小学校             | 中学校             |
| ---- | ------------------ | ------------------ |
| 全域 | 津山市立中正小学校 | 津山市立久米中学校 |

## 交通

### 道路
- 中国横断自動車道
- 国道181号
- 岡山県道335号余野上久米線
- 岡山県道340号河本久米線

## 施設
- 津山市役所久米支所
- 久米市民体育館
- 久米総合文化運動公園
  - レインボー久米総合文化運動公園市民プール
- 津山市久米図書館
- 晴れの国岡山農業協同組合久米